# Wspólnota Interesów Górniczo-Hutniczych
Wspólnota Interesów Górniczo-Hutniczych – koncern górniczo-hutniczy istniejący w II Rzeczypospolitej w latach 1929–1939, z siedzibą w Katowicach.

## Historia
Utworzony w 1929 w konsekwencji porozumienia o wspólnocie interesów między spółkami akcyjnymi: Górnośląskie Zjednoczone Huty Królewska i Laura Spółka Akcyjna Górniczo-Hutnicza i Katowicka Spółka Akcyjna dla Górnictwa i Hutnictwa. Umowa przewidywała prowadzenie wspólnej administracji, programu produkcji i sprzedaży, przy zachowaniu odrębnej osobowości prawnej obu spółek. Spółki były kontrolowane przez utworzony 14 lipca 1926 amerykańsko-niemiecki holding Consolidated Silesian Steel Corporation – porozumienie grup finansowych Averella Harrimana i Friedricha Flicka z siedzibą w Nowym Jorku.
W wyniku rabunkowej gospodarki kapitału zagranicznego, głównie samego Flicka, i dekoniunktury wielkiego kryzysu w 1932 obu spółkom akcyjnym zagroziła upadłość. Straty bilansowe obu spółek wyniosły przed wprowadzeniem nadzoru sądowego łącznie 34.950.000 złotych. 29 marca 1934 zostały wzięte pod nadzór sądowy, a 1936 ich majątek przejęła spółka holdingowa Zjednoczenie Górniczo-Hutnicze Spółka z o.o. w Warszawie, której udziały należały w 40% do Skarbu Państwa, w 40% do Skarbu Śląskiego i w 20% do Banku Gospodarstwa Krajowego. Zjednoczenie przejęło 100% akcji Górnośląskich Zjednoczonych Hut Królewska i Laura i 66% akcji Katowickiej Spółki dla Górnictwa i Hutnictwa. Z dniem 28 stycznia 1937 został zniesiony nadzór sądowy na obiema spółkami „Wspólnoty Interesów”. Przejęte zakłady po uchyleniu nadzoru sądowego dokonały fuzji, tworząc 16 kwietnia 1937 nową spółkę akcyjną, zarejestrowaną w Katowicach 21 kwietnia pod firmą Wspólnota Interesów Górniczo-Hutniczych Spółka Akcyjna, z kapitałem zakładowym w wysokości 149 350 000 zł, który w 92% znajdował się w rękach polskich. Do rady nadzorczej koncernu weszli m.in. przedstawiciele sfer rządzących. W skład Wspólnoty Interesów wchodziły m.in. huty: Piłsudski, Batory, Zgoda, Florian, Zygmunt i Silesia, 24 walcownie, 5 kopalń węgla kamiennego, 4 koksownie, 4 kopalnie rudy żelaza, 3 elektrownie, 6 zakładów przetwórczych, majątki ziemskie i inne przedsiębiorstwa.
W 1937 udział Wspólnoty Interesów w produkcji Polski wynosił ponad 40% wytwórczości hutniczej, w tym: ruda żelaza – 22,4%, koks – 27,3%, surówka – 33,2%, wyroby walcowane – 40,1%, stal surowa – 42,1%, wyroby kute – 45,3%. Było to wówczas największe w Polsce przedsiębiorstwo górniczo-hutnicze, reprezentujące ok. 2/3 śląskiej wytwórczości hutniczej, a ponad 40% wytwórczości hutniczej całej RP. Wartość produkcji wynosiła ponad 262 mln zł rocznie, zatrudnienie ok. 28 400 osób. Po agresji III Rzeszy i ZSRR na Polskę Wspólnota Interesów została zlikwidowana przez niemieckie władze okupacyjne, a jej majątek przejęły niemieckie koncerny państwowe: Reichswerke Hermann Göring i Berghütte.

## Zakłady należące do koncernu

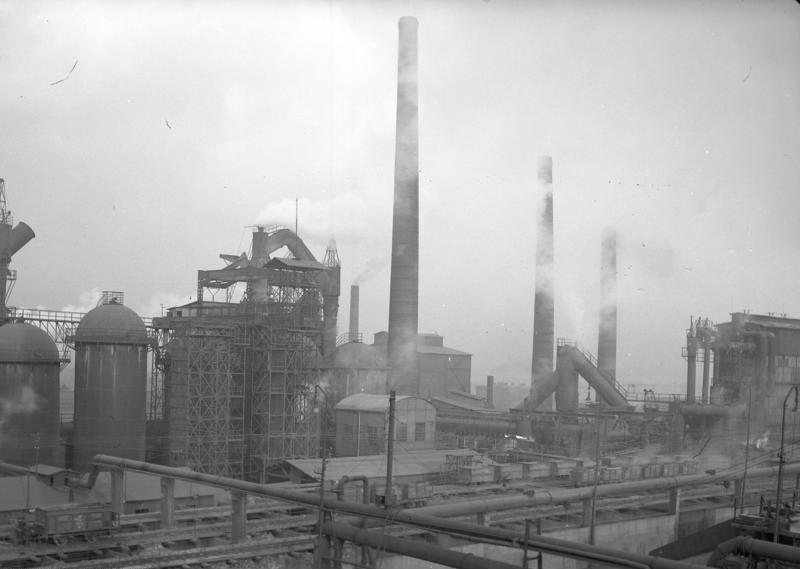
Huta Florian w 1939 roku

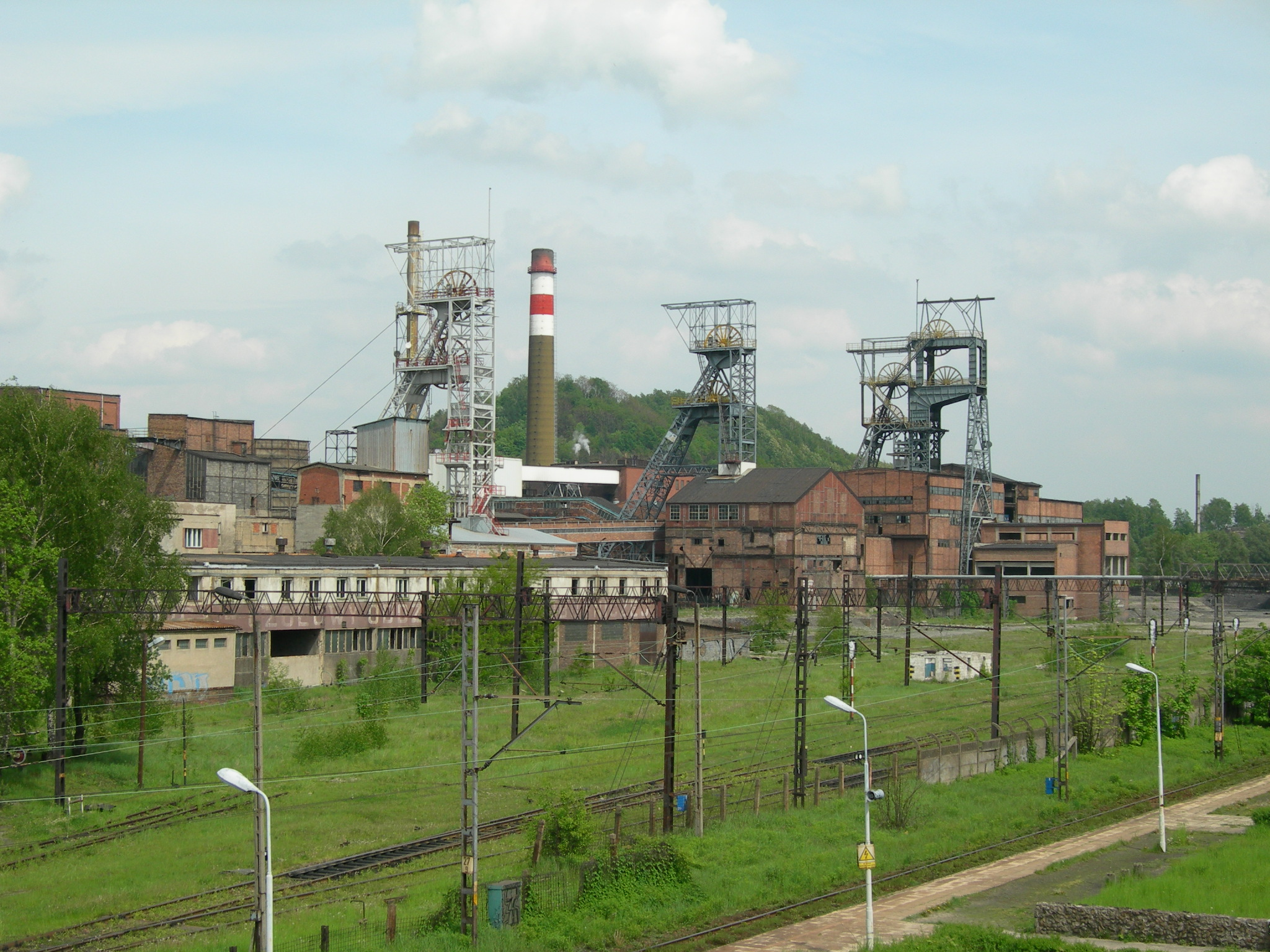
Kopalnia Dębieńsko w 2006 roku

W 1937 roku do spółki należały następujące obiekty przemysłowe:
1. Kopalnie węgla kamiennego:
- Kopalnia Węgla Kamiennego Katowice[2]

- Kopalnia Węgla Kamiennego Łagiewniki

- Kopalnia Węgla Kamiennego Dębieńsko
- Kopalnia Węgla Kamiennego Mysłowice
- Kopalnia Węgla Kamiennego Siemianowice

2. Huty żelaza:
- Huta Batory ze Stalownią Batory
- Huta Florian
- Huta Laura z wytwórnią wyrobów blaszanych
- Huta Piłsudski
- Huta Silesia z emaliernią i wytwórnią wyrobów blaszanych

3. Zakłady przetwórcze:
- Huta Zgoda
- Huta Zygmunt
- Warsztaty Przetwórcze w Chorzowie